# James Eadie-Reid
Pour les articles homonymes, voir James Reid et Reid.
James Eadie-Reid, né à Dundee en 1856 et mort en 1928, est un dessinateur et peintre écossais.

## Biographie
Élève de Patrick Geddes et Robert Ashbee, il expose à la Société nationale des beaux-arts en 1913.
On lui doit les vitraux de l'Église protestante Saint-Jean de Paris.